# Condado de González de Castejón de Ágreda
El condado de González de Castejón de Ágreda es un título nobiliario español, creado el 2 de diciembre de 1819 por el rey Fernando VII a favor de Francisco González de Castejón y Veráiz, teniente general de los Reales Ejércitos y caballero de la Orden de San Juan.

## Condes de González de Castejón de Ágreda
|                           | Titular                                            | Periodo                   |
| Creación por Fernando VII | Creación por Fernando VII                          | Creación por Fernando VII |
| ------------------------- | -------------------------------------------------- | ------------------------- |
| I                         | Francisco González de Castejón y Veráiz            | 1819-1848                 |
| II                        | Lucio González de Castejón                         | 1850-1863                 |
| III                       | Ignacio González de Castejón y Rivero de Aguilar   | 1923-1931                 |
| IV                        | José María González de Castejón y Gaytán de Ayala  | 1931-1983                 |
| V                         | José Francisco González de Castejón y Hernández    | 1983-1997                 |
| VI                        | Francisco de Asís González de Castejón y Arcenegui | 1997-actual titular       |

## Historia de los condes de González de Castejón de Ágreda
- Francisco González de Castejón y Veráiz (Tudela, 13 de abril de 1767-15 de junio de 1848), I conde de González de Castejón de Ágreda, capitán general de los Reales Ejércitos, gentilhombre de cámara del rey, caballero de la Orden de San Juan y prócer del reino.[2]  Era hijo de Felipe González de Castejón y Tovar —hijo de Juan Antonio González de Castejón y Salazar, hermano del I marqués de González de Castejón, y de Juana de Tovar y Olgado—,[3] y de María Luisa Veraiz y Ezpeleta.[2]

Casó el 29 de noviembre de 1788, en primeras nupcias, con Pilar Salcedo y Arizcun (m. 1806), V marquesa de Vadillo y baronesa de Beorlegui, padre de dos hijas. El 25 de mayo de 1807, contrajo un segundo matrimonio con María Joaquina del Corral y Arias, hija de Joaquín del Corral, regidor perpetuo de Zaragoza y Tarazona. Le sucedió su hijo del segundo matrimonio el 3 de marzo de 1850:
- Lucio González de Castejón y del Corral (1822-1863), II conde de González de Castejón de Ágreda.

Casó con Manuela de Elio y Jiménez Navarro.  Sin descendencia. En 30 de abril de 1923, por rehabilitación, sucedió:
Rehabilitado en 1923
- Ignacio González de Castejón y Rivero de Aguilar, III conde de González de Castejón de Ágreda, sobrino del II conde por ser hijo de su hermano Manuel María González de Castejón y del Corral y de su esposa Adelaida Rivero de Aguilar y Rodríguez.[5]

En 6 de marzo de 1931, le sucedió su sobrino,
- José María González de Castejón y Gaytán de Ayala, IV conde de González de Castejón de Ágreda, hijo de José González de Castejón y Rivero de Aguilar, hermano del III conde, y de su esposa Gerarda Gaytan de Ayala y Ansótegui.[5]

Casó con María del Carmen Hernández y Núñez (hija de Joaquín Hernández Delás). En 18 de noviembre de 1983, le sucedió su hijo:
- José Francisco González de Castejón y Hernández, V conde de González de Castejón de Ágreda y marquesado de Velamazán.[6]

Casó con María Rosario de Arcenegui. En 16 de diciembre de 1997, por cesión, le sucedió su hijo:
- Francisco de Asís González de Castejón y Arcenegui, VI conde de González de Castejón de Ágreda[8]